# Reichardsroth

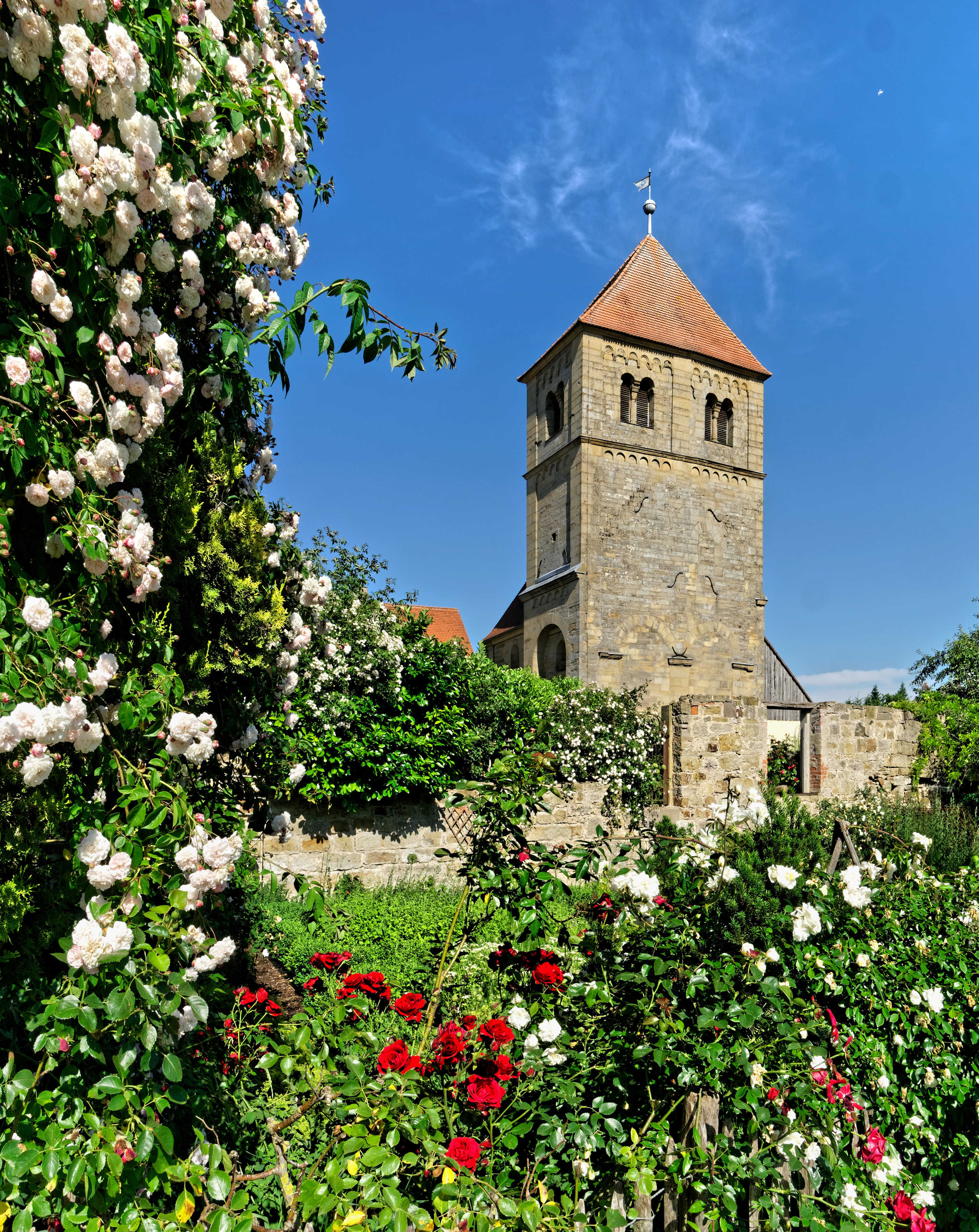
Reichardsroth im Sommer

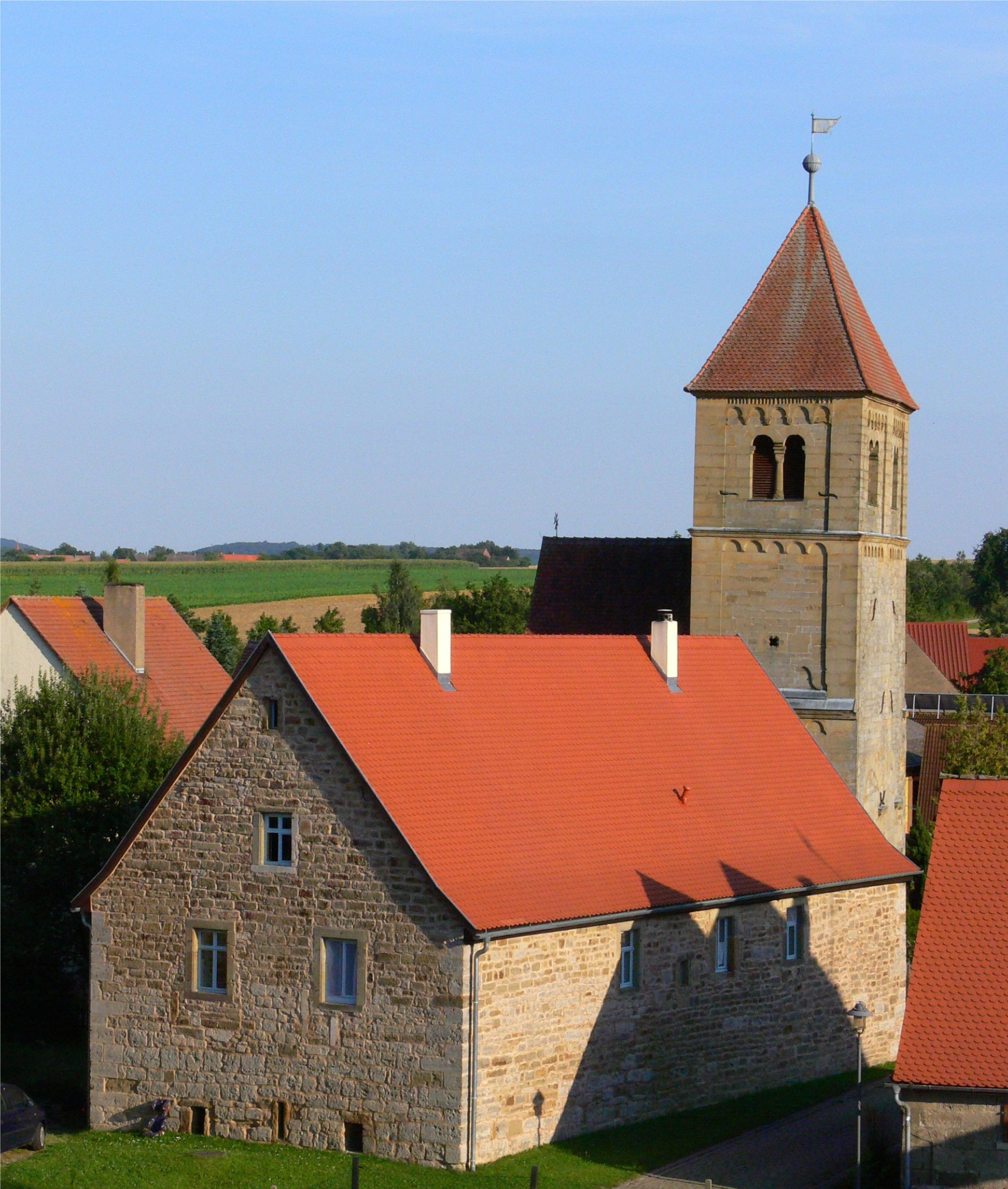
Reichardsrother „Schlosshaus“ (ehemaliges Ordenshaus)

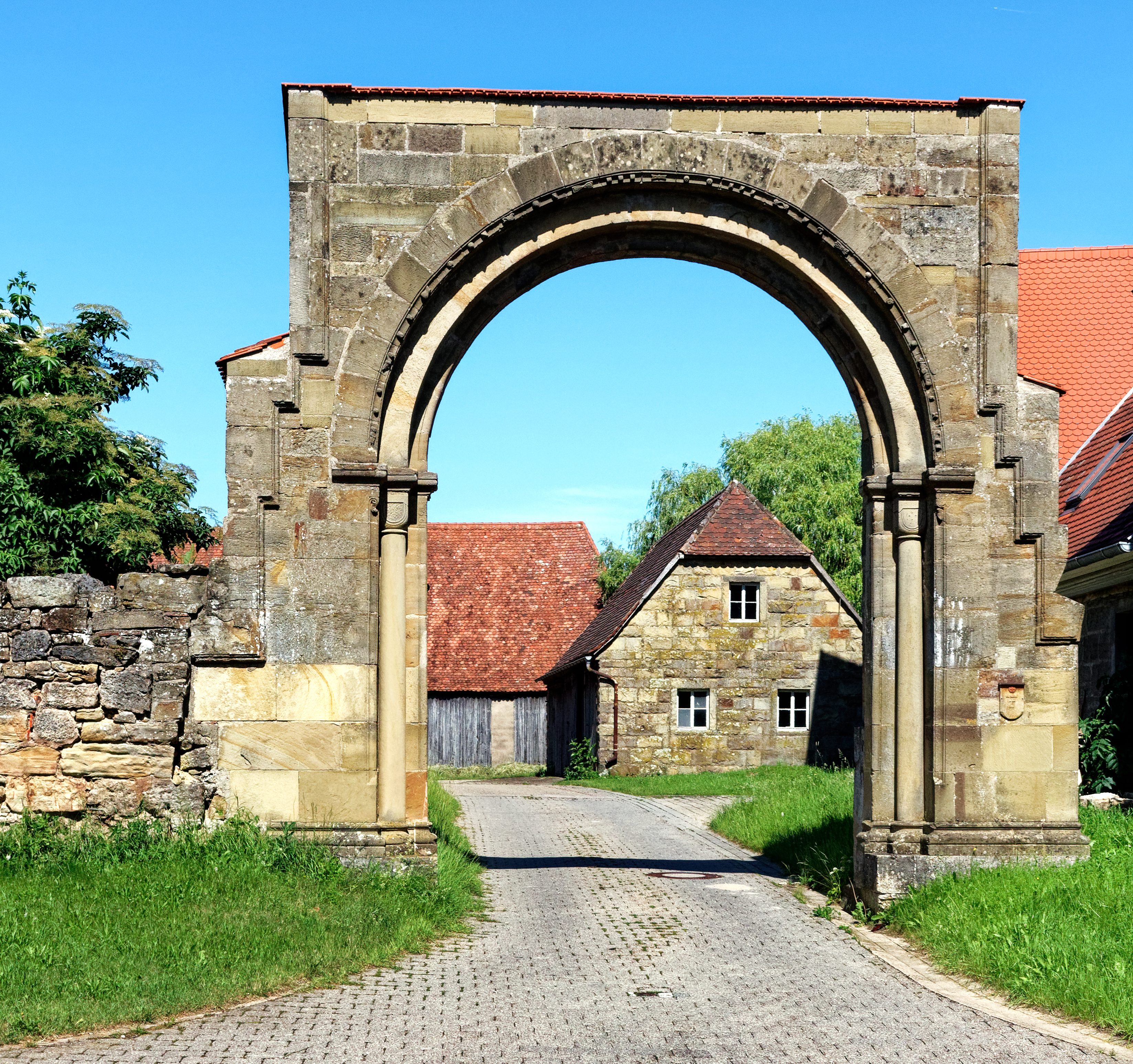
Reichardsrother Torbogen

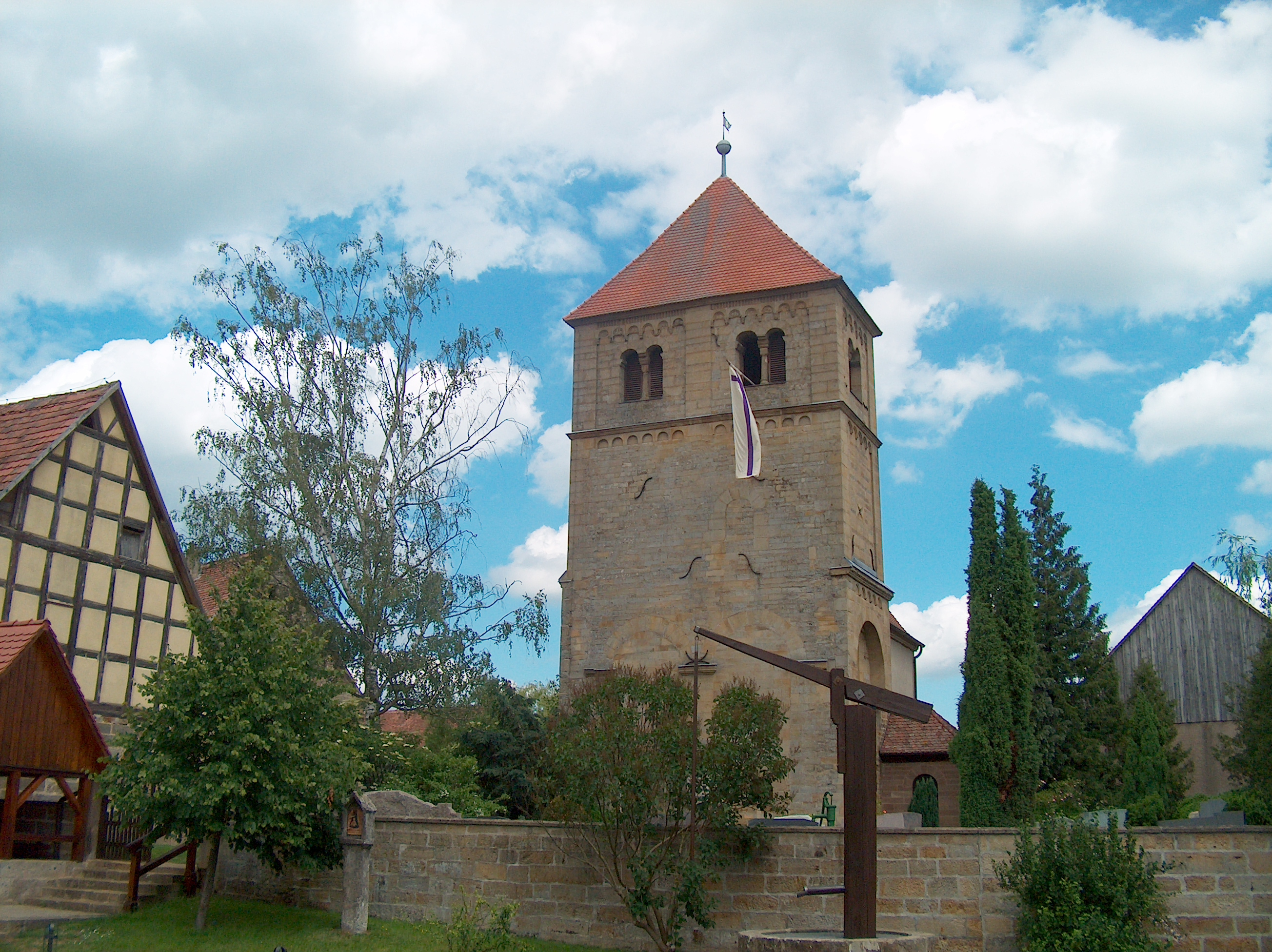
Reichardsroth, Dorfansicht

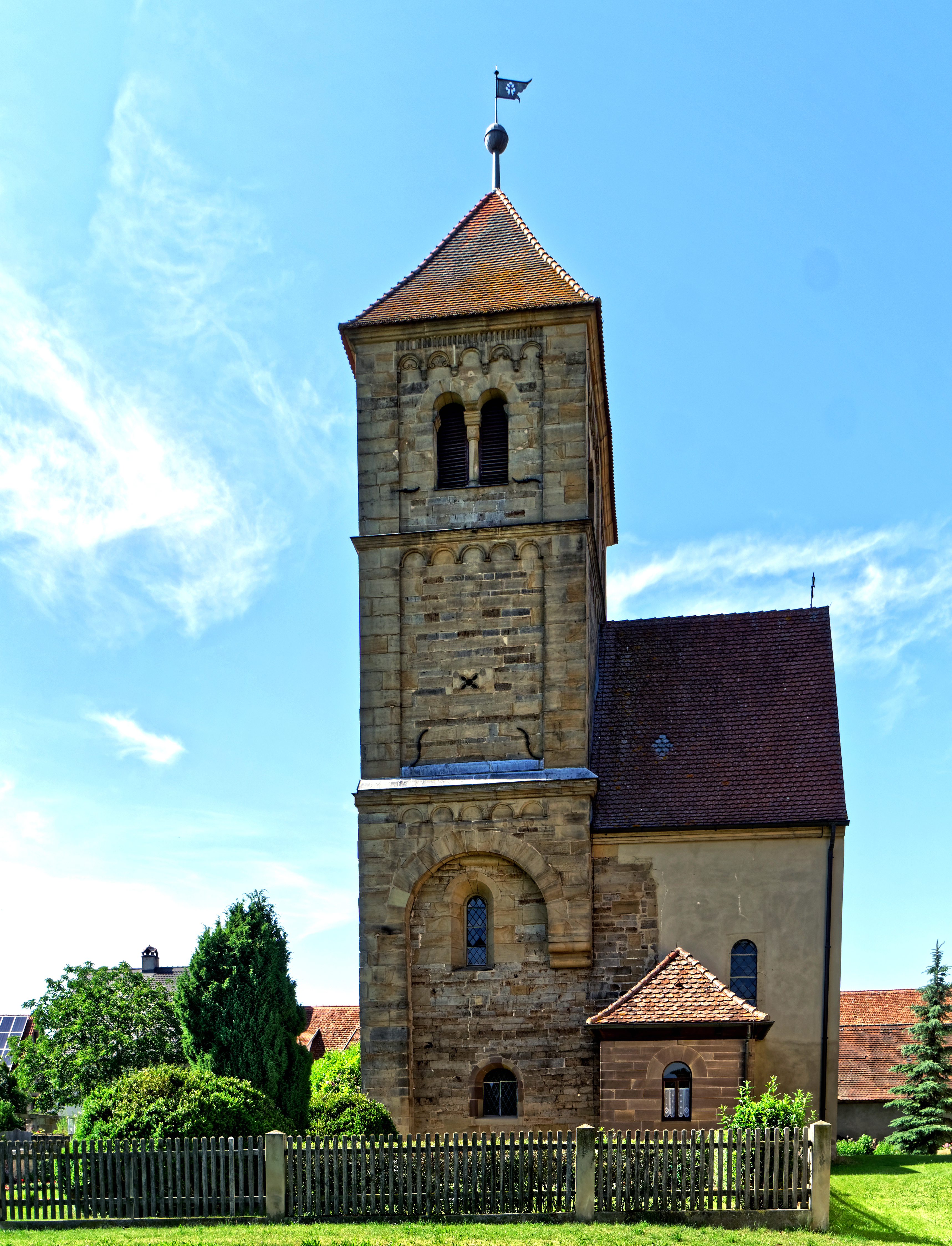
Johanniskirche zu Reichardsroth (1254) mit Grundmauer des ehemaligen Langhauses und animierter Rekonstruktion

Reichardsroth (fränkisch: Röttla oder Räidla) ist ein Gemeindeteil der Gemeinde Ohrenbach im Landkreis Ansbach (Mittelfranken, Bayern). Reichardsroth liegt in der Gemarkung Ohrenbach.
Im Ort befanden sich eine Johanniterkommende und ein Landturm der Rothenburger Landwehr. Damit gehörte Reichardsroth zur Reichsstadt Rothenburg. Die Johanniter besaßen allerdings bis 1803 ihren Gutshof mit Wald und die Grundherrschaft über die meisten Bauernhöfe, so dass Reichardsroth ein Johanniterdorf war.

## Geografie
Das Kirchdorf ist der nördlichste Ort im Landkreis Ansbach. Er liegt zwischen zwei Waldstücken im Nordosten (Heggarten) und Südwesten (Galgenholz) nahe an einem etwa anderthalb Hektar großen See, aus dem der Selbach am westlichen Ortsrand vorbei nach Norden zum rechten Tauberzufluss Steinach entwässert.
Neben dem Ort verläuft die Staatsstraße 2419, die nach Oberscheckenbach (2,8 km südlich) bzw. zur Anschlussstelle 106 (Uffenheim-Langensteinach) der A 7 führt (3 km nördlich). Eine Gemeindeverbindungsstraße führt nach Langensteinach zur Kreisstraße NEA 51 (1,4 km nördlich).

## Geschichte
Reichardsroth wurde der Sage nach um 990 in einem großen Wald, der die Gegend bedeckte und der in alten Schriften „Rode“ genannt wurde, von einem Einsiedler namens Reichard gegründet. Daraus entstand, aus Reichard und Rode der heutige Ortsname. In der Umgangssprache wird der Ort auch als „Räidler“ bezeichnet.
Im Jahre 1182 ließen Kaiser Friedrich I. und Albert von Hohenlohe ein Spital mit Kirche und Wirtschaftshof erbauen. 1192 gründete der Johanniterorden, nach deren Schenkung, daraus eine Kommende, von denen es in Franken nur sechs gab (Reichardsroth, Rothenburg, Biebelried, Würzburg, Mergentheim und Schwäbisch Hall). Im gleichen Jahr bestätigte Papst Coelestin III. die Schenkung. 1254 wurde die spätromanische Kirche (Vierungsturm mit Chor, Apsis und Langhaus) geweiht. Reichardsroth war im Mittelalter Sitz eines Zent-, eines Blut- oder Halsgerichts, das letzte Todesurteil wurde um 1400 vollstreckt. Das Galgenholz und die Galgenäcker neben der Ortschaft zeugen durch ihre Namen von dieser Zeit.
1387 wurde Reichardsroth durch Verkauf für 415 Jahre rothenburgisch – aber nur herrschaftlich. Der Grundbesitz und die Einkünfte von den Bauern blieben weiter beim Orden. Um 1430 begann die Freie Reichsstadt Rothenburg mit dem Bau einer Landhege und der kleine Ort wurde ein Grenzort zum Markgraftum Brandenburg-Ansbach. Am Ortsrand entstand an der Hauptstraße einer von neun Landtürmen der Rothenburger Landhege, an dem Zoll erhoben wurde und in dem ein Hegereiter wohnte, der die Hege (umgangssprachlich Häich) kontrollierte. Mitte des 15. Jahrhunderts wurde der Ordenskonvent in Reichardsroth aufgelöst und der letzte Reichardsrother Johanniter-Komtur verließ die Kommende. Reichardsroth wurde mit der Rothenburger Kommende des Ordens zusammengelegt und von dort aus verwaltet. Mit der Reformation 1559 wurde Reichardsroth evangelisch. Der Kirchenbau verfiel in der Folgezeit. Für den noch bestehenden Wirtschaftshof setzte der Komtur der Rothenburger Johanniterkommende, zu der Reichardsroth fortan gehörte, weltliche Pächter ein.
1802 wurde Reichardsroth mit Rothenburg bayerisch. Dem Johanniterorden blieb während der Säkularisation in Bayern 1802/1803 der Besitz, da er als Ritterorden galt. Auch bei der Auflösung des Heiligen Römischen Reiches deutscher Nation 1806 blieb dem Orden zunächst der Besitz, erst 1808 verstaatlichte das Königreich Bayern die Besitzungen. Es wird berichtet, dass die Kommende Reichardsroth (wie auch einige andere) erst bis zum Tode des letzten Komturs des Johanniterordens in Bayern 1819 endgültig an die Krone Bayerns überging. Diese verkaufte 1835 einen Großteil des ehemaligen Ordensbesitzes (Gebäude, Äcker, Wiesen, Wald und See) an acht ortsansässige Bauern (sogenannte Hofbauern). Diese, mittlerweile nur noch sieben, Hofbauern benutzen noch die ehemaligen Wirtschaftsgebäude. Im 19. Jahrhundert wurden Teile des Chores der Kirche und die Apsis zusammen mit dem zum größten Teil eingefallenen, einst prächtig verzierten, Langhaus abgerissen und die Reste des Turmes mit Teilen des ehemaligen Chores renoviert. 1860 wurde aus den beiden kleinen Zeltdächern des Kirchturms ein Dach.
Im Ort steht noch ein im Jahre 1700 erbautes Zollhaus, das bis zur Auflösung der Landhege 1806 den einstigen Landturm ersetzte.
Mit dem Gemeindeedikt (frühes 19. Jahrhundert) wurde Reichardsroth dem Steuerdistrikt und der Ruralgemeinde Ohrenbach zugeordnet.
In den 1940ern befand sich um das Dorf ein Teil des Oberscheckenbacher Feldflugplatzes, der als Ausweichplatz des Leithorstes Ansbach benutzt werden sollte. Auch davon sind in den umliegenden Wäldern noch Reste erkennbar.
1982 wurde die damalige Bundesstraße 25, die direkt durch den Ort verlief, auf eine neue Umgehungsstraße verlegt.

### Baudenkmäler
In Reichardsroth gibt es zehn Baudenkmäler:
- Haus Nr. 1: Wohnstallhaus mit Nebengebäuden
- Haus Nr. 2: Hofhaus
- Haus Nr. 3: Zweigeschossiges Wohnstallhaus
- Haus Nr. 12: Ehemaliges Ordenshaus der Johanniterkommende
- Haus Nr. 13: Ehemaliges Zollhaus
- Haus Nr. 14: Eingeschossiges ansehnliches Fachwerkwohnstallhaus mit Schopfwalmdach. Bezeichnet „Erbaut von J. Simon Ruhl 1851“.[7]
- Haus Nr. 15: Evangelisch-lutherische Filialkirche St. Johannes der Täufer
- Diverse Scheunen, Grenzsteine und Bildstock

### Einwohnerentwicklung
| Jahr      | 001818 | 001840 | 001861 | 001871 | 001885 | 001900 | 001925 | 001950 | 001961 | 001970 | 001987 |
| Einwohner | 60     | 87     | 94     | 101    | 110    | 94     | 92     | 133    | 103    | 103    | 86     |
| Häuser    | 12     | 15     |        |        | 15     | 15     | 17     | 19     | 21     |        | 21     |
| Quelle    | [ 9 ]  | [ 10 ] | [ 11 ] | [ 12 ] | [ 13 ] | [ 14 ] | [ 15 ] | [ 16 ] | [ 17 ] | [ 18 ] | [ 1 ]  |

## Religion
Reichardsroth ist heute eine selbstständige Kirchengemeinde, die mit den beiden Kirchengemeinden Großharbach und Langensteinach in einer Pfarrei zusammengefasst ist.
Die Einwohner römisch-katholischer Konfession sind nach St. Johannis (Rothenburg ob der Tauber) gepfarrt.

## Kultur

### Dorfleben
Im landwirtschaftlich geprägten mittelfränkischen Örtchen findet, trotz der geringen Einwohnerzahl, alljährlich das Aufstellen des traditionellen Maibaumes und das Abbrennen des Osterfeuers statt. In der Vergangenheit wurde eine 1000-Jahr-Feier des Dorfes und die 750-Jahr-Feier der Kirche, die in der alten Schafsscheune veranstaltet wurde, gefeiert. Zudem gibt es eine Freiwillige Feuerwehr, die neben ihren eigentlichen Aufgaben auch die Dorfgemeinschaft fördert und oft auch mit wichtigen Arbeiten zum Erhalt des idyllischen Dorfbildes beiträgt.

### Freizeit
- Reichardsrother See
- „Natur- und Geschichtslehrpfad in Reichardsroth“
- „Radeln und Wandern im Hegereiterland“ um Reichardsroth
- „Glaubensweg an der Rothenburger Landhege“ um Reichardsroth
- Gastwirtschaft und Ferienwohnungen